# Fraternidade Sacerdotal São Vicente Ferrer

## História[1]
A Fraternidade foi fundada em 1979 por Louis-Marie de Blignières e foi inicialmente sedeprivationista, mas depois reconciliado com a Santa Sé e tornou-se um instituto religioso de direito pontifício em 28 de outubro de 1988. Não é uma parte da Ordem dos Pregadores , porque eles se recusaram a aceitar a plena obediência ao Mestre da Ordem Dominicana como é necessário estar afiliado com a Ordem. Sacerdotes da Fraternidade usam o rito tradicional Dominicano (um dos ritos litúrgicos latinos diferentes de Roman, ou tridentina) para dizer missa e as Horas do Ofício Divino.

### Quem eles são?[2]
A Fraternité Saint-Vincent-Ferrier (Fraternidade São Vicente Ferrer), com sede em Chémeré-le-Roi, em Mayenne, na França, é uma comunidade religiosa de inspiração dominicana que se fortalece com a observância regular e a liturgia tradicional. Discípulos de Santo Tomás de Aquino, os irmãos são antes de tudo apóstolos, cuja pregação está orientada para “a salvação das almas pela luz” (Santa Catarina de Sena).
Num mundo desorientado, onde a miséria é antes de mais nada a das inteligências sem referências e dos corações sem esperança, encontramos um rosto: o de Domingos, cuja única preocupação era salvar os homens conduzindo-os a Cristo pela misericórdia. da verdade.
Queremos seguir os passos do Patriarca Apostólico, com a sua intuição de que toda palavra de salvação deve brotar da penitência, da oração de intercessão, do estudo contemplativo.
E pudemos verificar que as disciplinas da vida regular, o canto gregoriano e a liturgia tradicional, que colocam a alma na alegria da verdade e no canto da beleza, são ainda hoje relevantes para “contemplar e comunicar. para outros, a verdade contemplada ”(Santo Tomás de Aquino).
Também, em Chémeré-le-Roi, escolhemos o patrocínio de São Vicente Ferrier, o apóstolo dos tempos difíceis, e de São Tomás de Aquino, cuja sabedoria a Igreja nos recomenda porque é aberta. na verdade, de onde quer que venha.
Mediante a obra dos irmãos leigos e o estudo dos padres, procuramos, «com ardor e com todas as nossas forças, tornar-nos capazes de ser úteis à alma do próximo» (Constituições).
Sob o olhar de Maria, a mulher revestida da beleza de Deus que guia os homens a Cristo pelo caminho da ternura e da confiança, nossa vida apostólica quer brilhar em três eixos: espiritualidade, formação, família.

## Carisma dominicano[3]
Na Igreja, o iniciador de uma nova forma de vida religiosa possui sempre uma graça particular que transmite aos seus filhos. É-lhe dado compreender algumas das necessidades espirituais dos seus contemporâneos, mas também dos homens de todos os tempos, e encontrar os meios para as satisfazer. Ele pode então, guiado pelo Espírito Santo, e em obediência à hierarquia da Igreja, propor aos homens uma nova forma de imitar a Cristo e de trabalhar em seu seguimento "para a honra de Deus e salvação das almas ”(Santa Catarina de Sena). Esta nova forma de conduzir a vida cristã, o santo fundador a manifestará antes de mais nada em si mesmo. Ele o transmitirá a outros em virtude de uma graça concedida a ele, não apenas para si mesmo, mas para seus filhos. É o que chamamos de seu carisma de pai e fundador.
Em que consiste essencialmente o carisma dominicano? São Domingos foi contemplativo e apóstolo, homem de oração e palavra. Ele quis buscar a salvação de seus irmãos pela "luz da ciência" (Santa Catarina de Sena, Diálogo), derramando em seus corações o transbordamento de sua contemplação luminosa e ardente. Além disso, via claramente que, em seu tempo, dois grandes males se interpunham na salvação das almas: a ignorância religiosa, a do clero em primeiro lugar, e depois a do povo cristão, bem como o apego excessivo à riqueza. , aos bens materiais com os quais a sociedade feudal enriqueceu a Igreja. Contra esse pano de fundo de ignorância, erro e ganância, as heresias se multiplicaram. Para combatê-los e fazer brilhar a verdadeira luz de Cristo nos olhos dos homens, Domingos queria um exército de pregadores que, Seguindo o exemplo dos apóstolos, eles iriam proclamar a verdade do Evangelho na pobreza voluntária. Por isso escolheu para eles uma forma de mendigar a vida religiosa: os frades pregadores, como os Frades menores de São Francisco, não teriam rendimentos e viveriam apenas de esmolas. Além disso, eles devem estudar diligentemente a ciência sagrada para poder transmiti-la por meio de sua pregação. O trabalho manual da tradição monástica foi, portanto, substituído pelo estudo. Mas, para que a palavra do irmão pregador toque os corações, ela deve fluir da abundância da amorosa contemplação de Cristo. Para acender, você de brilhar, portanto, ainda queria para seus filhos uma vida conventual verdadeiramente contemplativa, com todas as observâncias tradicionais que promovem e protegem a contemplação: um certo encerramento, silêncio, celebração solene da liturgia, oração mental, lectio divina. A vida comum, com suas provações e seu conforto, deve enfim afastar os irmãos pregadores de todo individualismo em sua ação apostólica e oferecer-lhes uma contínua emulação na busca da santidade, com aquela nota de alegria luminosa tão característica dos filhos de São Domingos. .
Estas são as principais características do carisma dominicano, que a Fraternidade de São Vicente Ferrier se esforça por realizar e viver, em nosso tempo marcado por um materialismo agradável, que empurra os corações ao desespero, e um relativismo que pretende ligar dentro deles inteligências. tirando o gosto e mesmo a própria noção da verdade: vida conventual pobre, penitente e verdadeiramente contemplativa; estudo assíduo das ciências sagradas - Sagrada Escritura, filosofia, teologia - segundo a sabedoria de Santo Tomás de Aquino; pregação mendicante, em todas as formas compatíveis com a vida comunitária no convento: pregação do Advento e da Quaresma, retiros fechados, catecismo, cursos, sessões, artigos, revistas de formação, peregrinações, acampamentos de verão, etc. . Como São Domingos, os irmãos da Fraternidade Saint-Vincent-Ferrier desejam levar o Evangelho com eles em todos os lugares, em seus corações para meditá-lo, em suas bocas para pregá-lo. E, como São Vicente Ferrier, levam o cajado do viajante e do peregrino para ir e anunciar Cristo onde quer que Deus os envie.

## Liturgia dominicana[4][5]
Como o próprio nome sugere, esta liturgia faz parte das “liturgias de ordem” que são características do Ocidente latino. Seguindo Cluny, ordens centralizadas como os cistercienses, cartuxos ou premonstratenses queriam uma liturgia que não fosse local, ou seja, específica de uma diocese, mas comum a toda a ordem. Os dominicanos, sob a liderança do Beato Humbert de Romans, unificaram sua liturgia. Desenvolvida no século XIII, a liturgia dominicana pôde aproveitar os mais de duzentos anos de antiguidade a serem mantidos após a promulgação dos livros litúrgicos após o Concílio de Trento. Conservado como um tesouro até o recente concílio, foi abandonado em 1968 pelos dominicanos que adotaram a liturgia reformada. Concedido por indulto à Fraternidade em 1988,
Esta liturgia faz parte das liturgias romanas, como as demais liturgias latinas preservadas desde o Concílio de Trento, com exceção da ambrosiana de Milão e da moçárabe de Toledo. A missa dessas liturgias segue o cânone romano e segue o mesma ordem das partes da Missa, desde a confissão até a bênção final. Mas essas liturgias são diferenciadas por várias formas de orações no ordinário da missa. Assim, na liturgia dominicana, as orações de confissão no início da missa, as orações oficiosas e de comunhão diferem das orações romanas: o sacerdote oferece o pão e o vinho ao mesmo tempo, colocando a patena no cálice. , dizendo uma única oração, em vez de distinguir a oblação de vinho do pão. Da mesma forma, antes de consumir as espécies sagradas,
A liturgia dominicana, como as liturgias de ordem como a Clunisienne, a Carmelita ou a Cartuxa, é uma liturgia conventual ao contrário do ritual romano que é uma liturgia da corte, resultante da cúria romana. Portanto, não há cerimonial. Por outro lado, há uma interação real entre o santuário e o coro durante a missa. O cantor tem um papel litúrgico definido nas cerimônias como a bênção das velas do castiçal ou a bênção dos ramos. Além disso, os irmãos que celebram a missa só estão presentes no santuário durante o exercício do cargo. É o caso do turífera que está no santuário, do evangelho à consagração; no resto do tempo, ele está no coro com os outros irmãos. Esta liturgia mostra a função de cada ordem. Assim, o subdiácono deita o vinho no cálice além da água conforme previsto no texto da ordenação desta ordem. Da mesma forma, a liturgia mostra-nos a hierarquia dos ministros: na missa solene, os ministros sagrados servem o sacerdote, os acólitos, os ministros sagrados. Assim, a pia do sacerdote é responsabilidade dos ministros sagrados e não dos acólitos.
Como as liturgias monásticas, este rit tem um certo desdobramento. Assim, na missa solene, o celebrante dirige-se sempre ao altar com quatro ministros, os ministros sagrados e os acólitos. Esses movimentos de cinco em torno do altar assemelham-se, assim, a um verdadeiro balé sagrado. A missa é também ocasião para movimentos mais solenes do que no ritual romano, como a procissão do cálice durante a Glória da sacristia ao altar, o enchimento do cálice até o banco, a procissão da cruz desde o sacristia para o canto do evangelho.
Outro aspecto desta liturgia é a nota mariana. Por meio de muitos elementos, os irmãos mostram sua devoção à mãe no céu. Todas as noites do ano, cantam a Salve Regina em tom solene no final das Completas, indo em procissão até o altar da Virgem. Aos sábados somam-se as Litanias de Loreto. Nos hinos do ofício, nos dias de festa da Virgem, é acrescentada a estrofe: “Maria, Mãe da graça, Mãe da misericórdia, Contra o inimigo protege-nos, E na hora da morte recebe- nós ”. No ofício das Completas para as festas da Virgem, as antífonas dos Salmos e dos Nunc dimittis são próprias, como para as festas do temporal e as festas de Nosso Senhor.
A liturgia dominicana parece ser uma liturgia adequada para religiosos dedicados à pregação. O culto solene da liturgia, além da oração, permite-lhes contemplar os mistérios divinos que são levados a transmitir na pregação. “A obra mais elevada em termos de contemplação é a missa”, diz São Vicente Ferrier. A nota conventual fortalece o apostolado na sua dimensão comunitária: é a comunidade que prega. A nota mariana corresponde à atenção que devem prestar ao papel de Maria no projeto de salvação, conforme especificado nas constituições da Fraternidade.

## Estudos[6]
“Agora olhe para o barco de seu pai Dominic, meu filho amado, e veja com que ordem perfeita está tudo arranjado ali. Ele queria que seus irmãos não pensassem senão na minha honra e na salvação das almas, à luz da ciência ”(Santa Catarina de Sena, Diálogo, cap. 5). Esta luz que o filho de São Domingos quer derramar no coração dos homens para guiá-los a Cristo, ele mesmo deve ser preenchido. Antes de transmitir a luz, somos humildes buscadores da luz.

#### Uma busca pela luz
Toda a nossa vida religiosa está ao serviço desta busca: a celebração solene dos santos mistérios, a vida fraterna comunitária com a sua disciplina claustralizada, as orações secretas, o estudo das ciências sagradas. Este programa de vida é exatamente aquele que os Apóstolos escolheram e praticaram. «Mostraram-se assíduos, diz a Escritura (At 2,42), ao ensinamento dos apóstolos, fiéis à comunhão fraterna, ao partir do pão e às orações». Ora, o primeiro fundamento da vida apostólica é um didake, uma doutrina, um ensinamento recebido dos apóstolos e que se trata de transmitir. Como tal, o estudo das ciências sagradas ocupa um lugar essencial na vida da Fraternidade. Não é apenas um meio para o fim apostólico que almejamos, "o testemunho do Evangelho e a sua pregação" (Constituições,
A Fraternidade não forma um colégio de eruditos, uma escola filosófica, uma sociedade culta, mas uma comunidade de apóstolos que, por boca, pena, mãos, pés (o pregador é um andador!) E, acima de tudo, , inteligência e coração, querem comunicar as boas novas da salvação, para difundir a luz que eles próprios pediram e receberam.

#### Formação em Fraternidade
A formação intelectual começa nas primeiras etapas da provação (postulado, noviciado), onde se familiariza com as fontes da autêntica vida religiosa: as Sagradas Escrituras, os doutores da vida espiritual, a sagrada liturgia (em particular o saltério). e canto gregoriano), o estudo das Constituições da Fraternidade, etc.
Após os primeiros votos inicia-se o ciclo da filosofia (três anos), onde a mente, ouvindo autores antigos e modernos, é exercitada para perscrutar a realidade nos seus diferentes aspectos: filosofia da natureza, lógica, moralidade e política, metafísica, ou mesmo filosofia da arte, filosofia da ciência, etc. Enfim, tudo o que interessa à vida do homem. O ciclo da filosofia é uma preparação para o estudo da “doutrina sagrada” que é a teologia revelada. As disciplinas naturais, que a teologia usa como servas, são necessárias para o pregador, pois "são eficazes na defesa da fé, destruindo erros, entendendo as Sagradas Escrituras, refinando a inteligência, movendo os corações, sustentando a fé" ( bem-aventurado Humbert de Romans, De la vie juridique).
O estudo da teologia sagrada constitui o coração da formação intelectual e espiritual dos irmãos (ciclo de quatro anos). O objetivo é entrar numa visão de sabedoria que permita, à luz das razões divinas, entrar no mistério do Deus Único e Triúno, Criador e Salvador, para compreender o sentido da vida do homem aqui- baixo e o plano de Deus para ele. Este olhar teológico, que envolve toda a realidade, bebe da fonte superior da revelação transmitida pela tradição e pela Escritura. Ele recebe sua norma do magistério da Igreja. O mestre desses estudos é São Tomás de Aquino, cujos alunos e professores devem se esforçar para seguir o método, a doutrina e os princípios. Os ciclos de filosofia e teologia são completados por todas as disciplinas necessárias para uma sólida cultura eclesial (patrística,

#### Estudo e vida religiosa
Depois desse período de formação, o trabalho intelectual não desaparece, mas se torna um dos recursos fundamentais da vida dos irmãos. Seguindo o exemplo de São Domingos, os irmãos se dediquem a ela, “para que dia e noite, em casa e nas viagens, estejam sempre ocupados lendo ou meditando sobre algo, esforçando-se para recordar de cor tudo o que é possível ”(Constituições, n. 66).
O estudo, longe de desviar a atenção de Deus, é a ocasião e o meio de retornar constantemente a Cristo. “Enquanto estiver estudando, pare freqüentemente. Por um momento, controle-se e esconda-se nas feridas de Jesus. [...] Em seguida, volte ao estudo ou leitura e novamente à oração, combinando os dois exercícios. Com essa alternância, você terá um coração mais fervoroso na oração e uma mente mais iluminada no estudo ”(São Vicente Ferrier, Tratado sobre a Vida Espiritual). O estudo introduz o pregador numa atitude espiritual resolutamente contemplativa, da qual Maria, Trono da Sabedoria, é o modelo, aquela que “guardou e meditou em seu coração todas estas coisas” (Lc 2,19).
Este estudo, em sintonia com o Mestre - "Traze de volta a Cristo a tua leitura e os teus estudos, dos quais falares com ele e dos quais pedirás que compreenda" (São Vicente Ferrier, op. Cit.) - molda o coração do pregador, ali queima o seu zelo apostólico e dá-lhe os instrumentos do seu apostolado, que consiste, nas palavras de Santa Catarina de Sena, em “persuadir a vida eterna”.

## Apostolado[7]
A nossa existência é marcada pela alternância da vida conventual com as saídas apostólicas. São mais ou menos frequentes e prolongados, segundo as necessidades e segundo as disposições de cada um dos frades. Na vida dominicana, que Santa Catarina de Sena qualificou como "uma religião muito ampla, toda alegre e toda perfumada", há lugar para uma ampla gama dentro do mesmo zelo pela salvação dos pecadores, com o mesmo entusiasmo. apostólico.
Os irmãos estão associados ao apostolado desde a sua profissão. Todos são pregadores à sua maneira. Tal irmão leigo, a quem Deus concedeu talento artístico, pregará pela beleza que atrai a verdade. Não esqueçamos que Fra Angelico, o santo padroeiro dos artistas, era um dominicano! Os que ficam no convento apoiam a palavra de quem sai com a oração. O apostolado é obra de todo o convento, a orientação para a salvação das almas marca o tom do nosso trabalho conventual e da nossa contemplação.
Sob o olhar de Maria, a mulher revestida da beleza de Deus que conduz os homens a Cristo pelo caminho da ternura e da confiança, nossa vida apostólica quer brilhar sobre três eixos:
1. O aprofundamento da vida cristã através dos retiros do Rosário, abertos a todos a partir dos dezoito anos. Estes retiros constituem, segundo a nossa Nota mariana, um dos nossos apostolados específicos. Também há recordações pregadas no convento ou nas paróquias e capelas de toda a França, e o acompanhamento de peregrinações, como as do Pentecostes em Chartres e os acampamentos de verão na França e no estrangeiro. Insistimos especialmente nas riquezas da vida da graça.
2. Formação doutrinal: ajudar os cristãos a ter uma cultura religiosa ao nível da sua cultura secular, em particular através da nossa revista Sedes Sapientiæ. Trimestralmente, trata de uma forma acessível com filosofia e teologia, mas também com notícias religiosas, arte cristã, liturgia e espiritualidade. Também publicamos a coleção “Classiques spirituels” com edições de Dominique Martin Morin. Os Padres da Fraternidade intervêm também no âmbito das capelanias escolares, dão conferências mensais sobre a formação cristã em Paris, Angers, Chartres e Tours e dirigem um círculo de formação tomista em Paris. Desde o verão de 2011, também organizamos um treinamento de verão em Chémeré-le-Roi.
3. Ajuda à família, célula primeira da vida cristã: catequese para crianças e adultos; sessões de preparação para o casamento; apoio às famílias (Domus Christiani); acampamentos de canoa (meninos de 16 a 17 anos); acampamentos de bicicletas (meninos de 12 a 15 anos); Capelanias de escoteiros. Não esquecemos os solteiros seguidos no Círculo de Solteiros Cristãos em Mayenne.

## Passos para formação[8]
A entrada na Fraternidade de Saint-Vincent-Ferrier é, a rigor, recebendo o hábito da Fraternidade, ou seja, na hora de vestir-se. No entanto, isso é preparado por um período de postulado.
Postulado . O postulado dura de quatro a doze meses. Seu objetivo é permitir que o candidato conheça melhor a Fraternidade, já experimentando o tipo de vida dos irmãos. Ele pode então ver se tem a capacidade de levar a vida para a qual está se iniciando gradualmente.
Este tempo permite também ao postulante completar as bases da sua formação doutrinal: estudo do catecismo, iniciação à Sagrada Escritura, latim, liturgia, canto gregoriano ...

Noviciado . A tomada do hábito marca o início do noviciado, que deve durar pelo menos um ano; pode ser prorrogado por seis meses. O noviciado “é um tempo de provação. O objetivo é permitir aos noviços discernir melhor a vocação divina, precisamente como é específica da Fraternidade; experimentar o tipo de vida da Fraternidade e formar suas mentes e corações de acordo com seu espírito; e finalmente para testar suas palavras e sua idoneidade ”(Constituições da Fraternidade de São Vicente Ferrier, n ° 114).
O noviço aprofunda seu conhecimento da vida da Fraternidade, tanto por meio de sua prática cotidiana como pelo estudo de suas Constituições . Na escola de Santo Tomás, estudou a teologia da vida religiosa e os princípios da vida espiritual que devem animar a sua consagração a Deus. Ele praticou as virtudes da vida religiosa na escola de São Domingos. Para isso, estuda os grandes autores da tradição dominicana: Santa Catarina de Siena, Santo Tomás de Aquino, o beato Jourdain de Saxe, Humbert de Romans, Henri Suso, Hyacinthe Cormier, etc.

Votos temporários.  No final do noviciado, o candidato emite livremente os votos temporários de três anos, renováveis, mas não além de seis anos no total. Ele é então verdadeiramente “religioso” porque está ligado a Deus, consagrado a ele por laços sagrados. “A nossa vida religiosa, como consagração de toda a pessoa, manifesta na Igreja a admirável união esponsal que Deus estabeleceu e que é um sinal do século vindouro. Abraçando o caminhar no seguimento de Cristo pela profissão dos conselhos evangélicos, realizamos a plena doação de nós mesmos como sacrifício oferecido a Deus, pelo qual toda a nossa existência se torna um culto contínuo prestado a Deus na caridade ”( Constituições  do a Fraternidade São Vicente Ferrier, n ° 7, § I).
O professo temporário continua sua formação religiosa sob a direção do Padre Mestre dos alunos ao iniciar seus estudos filosóficos e teológicos, se for chamado ao sacerdócio.

Votos perpétuos.  Depois de pelo menos três anos de votos temporários e aceitação pelo Prior, com a concordância do Capítulo da Fraternidade, o irmão fará os votos perpétuos: “  usque ad mortem , até a morte”. Ele terá podido aproveitar quase cinco anos de vida na Comunidade para se preparar para este compromisso definitivo. Depois dos votos perpétuos, se for destinado ao sacerdócio, poderá receber ordens maiores: o subdiaconato, o diaconato e o presbitério. Foi durante seus votos temporários que ele recebeu as ordens menores.